# Life, Love and Liberty
Life, Love and Liberty è un cortometraggio muto del 1913 diretto da Bertram Bracken.

## Produzione
Il film fu prodotto dalla Lubin Manufacturing Company.

## Distribuzione
Distribuito dalla General Film Company, il film - un cortometraggio in due bobine - venne distribuito nelle sale USA il 12 dicembre 1913.